# Същински стоножки
Същинските стоножки (Scolopendridae) са семейство стоножки от разред Сколопендрови (Scolopendromorpha).
Таксонът е описан за пръв път от Джордж Нюпорт през 1844 година.

## Родове
- Alipes
- Alluropus
- Arthrorhabdus
- Asanada
- Asanadopsis
- Branchiostoma
- Campylostigmus
- Cormocephalus
- Digitipes
- Edentistoma
- Ethmostigmus
- Hemiscolopendra
- Malaccolabis
- Notiasemus
- Otostigmus
- Psiloscolopendra
- Rhoda
- Rhysida
- Scolopendra – Сколопендри
- Scolopendropsis
- Sterropristes